# Allora doleschallii
The Peacock Awl (Allora doleschallii) là một loài bướm ngày thuộc họ Hesperiidae. Nó được tìm thấy ở Indonesia to quần đảo Solomon, subspecies Allora doleschallii doleschallii được tìm thấy ở bờ biển đông bắc của Úc.
Sải cánh dài khoảng 40 mm.
Ấu trùng ăn Rhyssopterys timorensis.